# Университеты Республики Сербской
Университеты в Республике Сербской — зарегистрированные высшие учебные заведения, предоставляющие услуги высшего образования согласно «Закону о высшем образовании Республики Сербской». Высшее образование в Республике Сербской, согласно этому закону, определяется как деятельность из сферы всеобщего общественного интереса, регулируется Министерством образования и культуры Республики Сербской.

## Список имеющихся университетов
Университеты находятся преимущественно в трёх крупных городах Республики: Баня-Лука, Сараево и Биелина. Крупнейшими являются государственные Баня-Лукский и Восточно-Сараевский университеты, основателем их является Республика Сербская. Государственным учебным заведением Баня-Лукский университет стал в 1992 году после реструктуризации образовательной системы, доставшейся Республике в наследство от СФРЮ. Восточно-Сараевский университет основан 29 декабря 1993 года Народной скупщиной Республики Сербской, его главный корпус находится в Источно-Сараево, а факультеты в местечках Лукавица, Пале, Требине, Фоча, Зворник, Биелина, Брчко и Добой.
Частные университеты находятся преимущественно в Баня-Луке и Биелине. Университет «Слобомир П» является первым частным университетом подобного рода и был основан в 2003 году. Также высшее образование предоставляется в высших школах городов Баня-Лука, Биелина, Градишка, Приедор, Соколац, Требине.

### Общественные
- Баня-Лукский университет
- Восточно-Сараевский университет

### Частные
- Университет «Слобомир П»[серб.] (Биелина и Добой)
- Университет бизнеса Баня-Луки
- Университет деловой инженерии менеджмента Баня-Луки
- Независимый университет Баня-Луки[серб.]
- Панъевропейский университет «Апейрон» (Баня-Лука)
- Университет «Синегрия» (Биелина, Вишеград, Баня-Лука)
- Биелинский университет

## Факультеты

### Государственных университетов
| Название                                                                    | Улица                                                     | Населённый пункт | Община                | ВУЗ                             | Основан                                                                                   | Изображение |
| --------------------------------------------------------------------------- | --------------------------------------------------------- | ---------------- | --------------------- | ------------------------------- | ----------------------------------------------------------------------------------------- | ----------- |
| Академия искусств Баня-Лукского университета                                | Бульвар воеводы Петра Бойовича, 1А                        | Борик            | Баня-Лука             | Баня-Лукский университет        | 15 июля 1999                                                                              |             |
| Архитектурно-строительный факультет Баня-Лукского университета              | Бульвар воеводы Степы Степановича, 77                     | Обиличево        | Баня-Лука             | Баня-Лукский университет        | 28 августа 1995                                                                           |             |
| Экономический факультет Баня-Лукского университета                          | Майки Юговича, 4                                          | Обиличево        | Баня-Лука             | Баня-Лукский университет        | 6 февраля 1975                                                                            |             |
| Электротехнический факультет Баня-Лукского университета                     | Патре, 5                                                  | Центр            | Баня-Лука             | Баня-Лукский университет        | 24 ноября 1962                                                                            |             |
| Машиностроительный факультет Баня-Лукского университета                     | Бульвар воеводы Степы Степановича, 71                     | Обиличево        | Баня-Лука             | Баня-Лукский университет        | 7 февраля 1975                                                                            |             |
| Медицинский факультет Баня-Лукского университета                            | Савы Мркаля, 14                                           | Центр            | Баня-Лука             | Баня-Лукский университет        | 17 марта 1978                                                                             |             |
| Сельскохозяйственный факультет Баня-Лукского университета                   | Университетский город, бульвар воеводы Петра Бойовича, 1А | Борик            | Баня-Лука             | Баня-Лукский университет        | 1 августа 1992                                                                            |             |
| Юридический факультет Баня-Лукского университета                            | Бульвар воеводы Степы Степановича, 77                     | Обиличево        | Баня-Лука             | Баня-Лукский университет        | 6 февраля 1975                                                                            |             |
| Естественно-математический факультет Баня-Лукского университета             | Младена Стояновича, 2                                     | Центр            | Баня-Лука             | Баня-Лукский университет        | Решением Народной Скупщины Республики Сербской от 12 сентября 1996                        |             |
| Факультет горного дела Баня-Лукского университета                           | Савы Ковачевича, ББ                                       | Приедор          | Приедор               | Баня-Лукский университет        | Решением Министерства образования и культуры Республики Сербской от 16 мая 1997           |             |
| Технологический факультет Баня-Лукского университета                        | Бульвар воеводы Степы Степановича, 73                     | Обиличево        | Баня-Лука             | Баня-Лукский университет        | 12 февраля 1975                                                                           |             |
| Факультет политических наук Баня-Лукского университета                      | Университетский град, бульвар воеводы Петра Бойовича, 1А  | Борик            | Баня-Лука             | Баня-Лукский университет        | 27 марта 2009                                                                             |             |
| Факультет физического воспитания и спорта Баня-Лукского университета        | Университетский град, бульвар воеводы Петра Бойовича, 1А  | Борик            | Баня-Лука             | Баня-Лукский университет        | Решением Народной Скупщины Республики Сербской от 4 июля 2001                             |             |
| Филологический факультет Баня-Лукского университета                         | Университетский град, бульвар воеводы Петра Бойовича, 1А  | Борик            | Баня-Лука             | Баня-Лукский университет        | 27 марта 2009                                                                             |             |
| Философский факультет Баня-Лукского университета                            | Университетский град, бульвар воеводы Петра Бойовича, 1А  | Борик            | Баня-Лука             | Баня-Лукский университет        | 15 октября 1993                                                                           |             |
| Факультет лесного хозяйства Баня-Лукского университета                      | Воеводы Степы Степановича, 75А                            | Обиличево        | Баня-Лука             | Баня-Лукский университет        | 12 сентября 1992                                                                          |             |
| Академия изобразительных искусств Восточно-Сараевского университета         | Степы Степановича, ББ                                     | Требине          | Требине               | Восточно-Сараевский университет |                                                                                           |             |
| Православный богословский факультет Восточно-Сараевского университета       | Велечево                                                  | Фоча             | Фоча                  | Восточно-Сараевский университет | Октябрь 1994 года                                                                         |             |
| Экономический факультет Восточно-Сараевского университета                   | Романийская, 42                                           | Пале             | Пале, Источно-Сараево | Восточно-Сараевский университет |                                                                                           |             |
| Экономический факультет Восточно-Сараевского университета в Брчко           | Студенческая, 11                                          | Брчко            | Брчко                 | Восточно-Сараевский университет |                                                                                           |             |
| Электротехнический факультет Восточно-Сараевского университета              | Вука Караджича, 30                                        | Лукавица         | Источно-Сараево       | Восточно-Сараевский университет | Де-юре решением Народной Скупщины Республики Сербской от 29 декабря 1993, де факто с 1975 |             |
| Философский факультет Восточно-Сараевского университета                     | Алексы Шантича, ББ                                        | Пале             | Пале, Источно-Сараево | Восточно-Сараевский университет | Решением Народной Скупщины Республики Сербской от 29 декабря 1993                         |             |
| Факультет физического воспитания и спорта Восточно-Сараевского университета | Стамболчича, ББ                                           | Пале             | Пале, Источно-Сараево | Восточно-Сараевский университет |                                                                                           |             |
| Факультет общественной экономики Восточно-Сараевского университета          | Рачанская, 133                                            | Биелина          | Биелина               | Восточно-Сараевский университет | Решением Народной Скупщины Республики Сербской от 28 июля 2005                            |             |
| Факультет производства и менеджмента университета Источно-Сараево           | Площадь павших борцов, 1                                  | Требине          | Требине               | Восточно-Сараевский университет | Решением Народной Скупщины Республики Сербской от 1 октября 1995                          |             |
| Машиностроительный факультет Восточно-Сараевского университета              | Вука Караджича, 30                                        | Лукавица         | Источно-Сараево       | Восточно-Сараевский университет | Решением Народной Скупщины Республики Сербской от 1992                                    |             |
| Музыкальная академия Восточно-Сараевского университета                      | Вука Караджича, 30                                        | Лукавица         | Источно-Сараево       | Восточно-Сараевский университет | 1994/1995                                                                                 |             |
| Медицинский факультет Восточно-Сараевского университета                     | Студенческая, 5                                           | Фоча             | Фоча                  | Восточно-Сараевский университет | 15 октября 1993                                                                           |             |
| Педагогический факультет Восточно-Сараевского университета                  | Святого Саввы, 24                                         | Биелина          | Биелина               | Восточно-Сараевский университет | Решением Народной Скупщины Республики Сербской от 21 июля 1993                            |             |
| Сельскохозяйственный факультет Восточно-Сараевского университета            | Вука Караджича, 30                                        | Лукавица         | Источно-Сараево       | Восточно-Сараевский университет |                                                                                           |             |
| Юридический факультет Восточно-Сараевского университета                     | Алексы Шантича, ББ                                        | Пале             | Пале, Источно-Сараево | Восточно-Сараевский университет |                                                                                           |             |
| Транспортный факультет Восточно-Сараевского университета                    | Воеводы Мишича, 52                                        | Добой            | Добой                 | Восточно-Сараевский университет | Решением Правительства Республики Сербской от 11 июня 1996                                |             |
| Технологический факультет Восточно-Сараевского университета                 | Каракай, 1                                                | Зворник          | Зворник               | Восточно-Сараевский университет |                                                                                           |             |

### Частных университетов
| Название | Улица                                   | Населённый пункт | Община    | ВУЗ                                         | Основан        | Изображение |
| --- | --------------------------------------- | ---------------- | --------- | ------------------------------------------- | -------------- | ----------- |
| Академия искусств | Проезд Павловича, ББ                    | Слобомир         | Биелина   | Университет «Слобомир П»                    | 2004/2005      |             |
| Факультет экономики и менеджмента | Проезд Павловича, ББ                    | Слобомир         | Биелина   | Университет «Слобомир П»                    | 3 ноября 2003  |             |
| Факультет информационных технологий | Проезд Павловича, ББ                    | Слобомир         | Биелина   | Университет «Слобомир П»                    | 3 ноября 2003  |             |
| Филологический факультет | Проезд Павловича, ББ                    | Слобомир         | Биелина   | Университет «Слобомир П»                    | 2004/2005      |             |
| Налоговая академия | Проезд Павловича, ББ                    | Слобомир         | Биелина   | Университет «Слобомир П»                    | 2004/2005      |             |
| Правни факултет | Проезд Павловича, ББ                    | Слобомир         | Биелина   | Университет «Слобомир П»                    | 2004/2005      |             |
| Факультет бизнес- и финансовых исследований | Йована Дучича, 23А                      |                  | Баня-Лука | Университет бизнеса Баня-Луки               |                |             |
| Факультет информационных технологий и дизайна | Йована Дучича, 23А                      |                  | Баня-Лука | Университет бизнеса Баня-Луки               |                |             |
| Факультет прикладной экономики | Йована Дучича, 23А                      |                  | Баня-Лука | Университет бизнеса Баня-Луки               |                |             |
| Факультет журналистики и коммуникаций | Йована Дучича, 23А                      |                  | Баня-Лука | Университет бизнеса Баня-Луки               |                |             |
| Факультет экологии | Йована Дучича, 23А                      |                  | Баня-Лука | Университет бизнеса Баня-Луки               |                |             |
| Университет деловой инженерии и менеджмента | Деспота Стефана Лазаревича, ББ          |                  | Баня-Лука | Университет деловой инженерии и менеджмента | 2003           |             |
| Факультет политических наук, экономический факультет, педагогический факультет, факультет экологии, факультет информатики, факультет изящных искусств                   | Велько Младженовича, 12Е                |                  | Баня-Лука | Независимый университет Баня-Лука           | 2005           |             |
| Факультет наук о здоровье, факультет информационных технологий, факультет юридических наук, факультет бизнеса, факультет спортивных наук, факультет филологических наук | Воеводы Перо Креца, 13                  |                  | Баня-Лука | Панъевропейский университет «Апейрон»       | 1 августа 2007 |             |
| Факультет бизнеса в Вишеграде | Ужицкого корпуса, 12                    | Вишеград         | Вишеград  | Университет «Синегрия»                      |                |             |
| Факультет безопасности и защиты в Баня-Луке | Пятой Козарской бригады, 18             |                  | Баня-Лука | Университет «Синегрия»                      |                |             |
| Юридический факультет в Биелине | Рае Баничича, ББ                        | Биелина          | Биелина   | Университет «Синегрия»                      | 25 июля 2005   |             |
| Факультет бизнеса в Биелине | Рае Баничича, ББ                        | Биелина          | Биелина   | Университет «Синегрия»                      | 25 июля 2005   |             |
| Факультет бизнес-информатики в Биелине | Рае Баничича, ББ                        | Биелина          | Биелина   | Университет «Синегрия»                      | 25 июля 2005   |             |
| Филологический факультет в Биелине | Рае Баничича, ББ                        | Биелина          | Биелина   | Университет «Синегрия»                      | 25 июля 2005   |             |
| Факультет косметологии и эстетики в Баня-Луке | Бульвар воеводы Степы Степановича, 165А |                  | Баня-Лука |                                             | 12 января 2006 |             |

### Высшие школы
| Название                                                         | Улица                  | Населённый пункт | Община                   | Основана                                          | Изображение |
| ---------------------------------------------------------------- | ---------------------- | ---------------- | ------------------------ | ------------------------------------------------- | ----------- |
| Коммуникологический колледж Баня-Луки «Каппа Фи»                 | Войводжанская, 2       |                  | Баня-Лука                | 21 августа 2000                                   |             |
| Колледж Баня-Луки                                                | Милоша Обилича, 30     |                  | Баня-Лука                | 2005                                              |             |
| Высшая школа прикладных и юридических наук «Прометей»            | Князя Милоша, 10А      |                  | Баня-Лука                |                                                   |             |
| Колледж здравоохранения в Биелине                                | Проезд Павловича, ББ   | Биелина          | Биелина                  |                                                   |             |
| Высшая школа делового менеджмента «Примус»                       | Доситеева, ББ          | Градишка         | Градишка                 | 14 декабря 2007                                   |             |
| Государственная высшая медицинская школа Приедора                | Николы Пашича, 4А      | Приедор          | Приедор                  |                                                   |             |
| Высшая школа информатики и менеджмента Приедора «CIM Janjoš»     | Площадь Майора Карлицы | Приедор          | Приедор                  | 28 декабря 2007                                   |             |
| Высшая школа в сфере бизнес-услуг Соколаца                       | Царя Лазаря, ББ        | Соколац          | Соколац, Источно-Сараево | 28 декабря 2007                                   |             |
| Государственная высшая школа гостиничного дела и туризма Требине | Степе Степановича, ББ  | Требине          | Требине                  | Решением Правительства Республики Сербской в 2007 |             |